# Алитени
А́литени (латыш. Alitēni) — населённый пункт в Инешской волости Вецпиебалгского края. Расположен на западе волости, в 7,6 км от волостного центра Инеши, в 10,1 км от краевого центра Вецпиебалги и 138,3 км от Риги.
Населённый пункт находится в стороне от основных автодорог, на правом берегу реки Огре.